# Topçam-Talsperre (Ordu)
Die Topçam-Talsperre befindet sich in der nordtürkischen Provinz Ordu im Pontischen Gebirge am Flusslauf des Melet Çayı.
Die Topçam-Talsperre wurde in den Jahren 1997–2009 zur Energiegewinnung errichtet.
Der  Steinschüttdamm mit Lehmkern hat eine Höhe von 118 m und besitzt ein Volumen von 4.393.000 m³. 
Der zugehörige Stausee besitzt eine Wasserfläche von 3,09 km² und ein Speichervolumen von 132,6 Mio. m³.
Das Wasserkraftwerk der Topçam-Talsperre verfügt über drei Einheiten zu je 20 Megawatt. Das Regelarbeitsvermögen liegt bei 200 GWh im Jahr.